# Planetes
Planetes (プラネテス) é um mangá de ficção científica hard escrito e ilustrado por Makoto Yukimura, publicado em 4 volumes, inicialmente na revista Weekly Morning pela Kodansha.
Teve uma adaptação em anime, comum total de 26 episódios, dirigido por Goro Taniguchi e produzido pela Sunrise, exibidos pela NHK entre Outubro de 2003 e Abril de 2004.
É publicado pela editora Panini desde maio de 2015 no Brasil.

## Argumento
A história passa-se em 2075. Um grupo de astronautas funcionários da Estação Espacial Tecnora, na secção de detritos, mas conhecida como “a semi” (já que é um grupo com cortes no orçamento e só conta com a metade do pessoal) cujo dever é coletar detritos espaciais que interferem nas atividades aeronáuticas da Terra. Na sequência do acidente sofrido pela nave de passageiros Alnail-8, em 2068, o problema do lixo espacial cobrou grande importância e destaque; satélites artificiais descartáveis, tanques abandonados pelos vaivéns espaciais, resíduos decorrentes da construção de estações espaciais… Todos estes detritos orbitam ao redor da Terra a velocidades de cerca de 8 km/s. O impacto destes objetos numa nave espacial poderia provocar um grave acidente, e para evitar uma nova tragédia, considerou-se necessário para a carreira espacial manter sob controlo a sua recolha.

## Personagens
- Hachirota Hoshino: com o mote de Hachimaki (em japonês «faixa de cabeça», já que ele sempre leva uma nas suas missões espaciais, e que lhe faz situar na realidade e lhe ajuda a concentrar-se), é um dos co-protagonistas. Leva no trabalho de coletar lixo 4 anos, junto com os seus colegas Fee Carmichael e Yuri Mihairokoh, mas ele sempre tem sonhado com ter a sua própria nave espacial. Cedo dar-se-á conta de que não tudo é possível e que as coisas as consegue quem pode. Já bem entrada a estória, Hachimaki sentir-se-á muito unido à nave que o levará para Júpiter, a Wernher Von Braun, à que chama “a minha nave”. Expressa-se fatal nos assuntos sentimentais, mas Tanabe percebe-o perfeitamente. Ao final do anime, Ai Tanabe casa-se com ele.
- Ai Tanabe: É uma garota que se junta à secção de resíduos. Inicialmente terá uma relação de antipatia com Hachimaki, com o que não está de acordo em nada, mas ao final sucederá todo o contrário, quando Hachimaki se dá conta de que a cada um tem um grande afecto pelo outro. A princípio é reservada, cautelosa, tímida, mas acabará sendo muito decidida a levar a cabo o que se propõe, recorrendo à sua ideia de que o amor resolve tudo, que sem amor ninguém poderia existir, e de que ninguém deseja viver nem morrer sozinho. No final do anime, ao ser atacada a nave Von Braun por uns terroristas, chamados “Frente de Defesa do Espaço”, Tanabe sofre uma hipoxia por falta de ar no seu fato e as suas funções motrizes vêem-se muito afectadas, mas acaba por recuperar-se. Jogando um jogo de palavras com Hachimaki, ele tem de usar uma palavra que comece por “cas-”, e diz “vamos casar-nos”.
- Fee Carmichael: é a capitã da DS-12 Toy Box, a nave da semi. Nasceu em Richmond, Virgínia. É uma mulher muito protectora dos integrantes da sua equipa. No escritório sempre está a fumar num camarote. É muito calculadora, inteligente, mas com um defeito, é uma fumadora irremediável, tanto que recorrerá a um acidente, aproveitando que combateu contra uma nave dos terroristas, para fumar um cigarro de novo após 4 dias de tentativas frustradas. Nas naves espaciais há muito pouco lugar para gente fumadora, e isso a irrita.
- Yuri Mihairokoh: é um astronauta russo que detém numa parede de pedra o seu passado e os seus sentimentos. Assumiu o cargo de coletor de detritos só para recuperar a bússola da sua esposa, que morreu no acidente da Alnail 8. Quando finalmente encontrou a bússola, com a ajuda do irmão mais novo de Hachimaki e depois de 6 anos de pesquisa, pensou seriamente sobre a sua demissão, como a sua missão está cumprida. Eventualmente ficou na equipa, porque ele acha que não está mais ligado ao seu passado e pode decidir a sua vida, cega pela dor da morte da sua esposa. É responsável pela conservação e manutenção dos animais que estão na “sete” (ISPV 7), a estação espacial onde recuperadores começam as suas missões.

## Episódios
Os episódios de Planetes são chamados de Fases.
1. Na exosfera
2. Como um sonho
3. Órbita de volta
4. Profissionais
5. Leva-me à Lua
6. Esquilos voadores na Lua
7. A garota extraterrestre
8. Um lugar onde se apoiar
9. Espinhas fincadas
10. Estrelas residuais
11. Fronteiras
12. Um humilde desejo
13. Paisagem com um foguete
14. Ponto de inflexão
15. Coisas dela
16. Ignição
17. O eleito
18. No último dia da seção de resíduos
19. Os finais sempre são…
20. Dúvidas reunidas
21. Espelho Tandem
22. Revelação
23. Resíduos à deriva
24. Amor
25. Pessoa desaparecida
26. E nos dias que se cruzam…

## Música
Banda sonora: Nakagawa Kotaro
Opening:
- "Dive in the Sky", por Mikio Sakai

Ending:
- "Wonderful Life", por Mikio Sakai (ep. 1-25)
- "PLANETES", por Hitomi Kuroishi (ep. 26)